# Felice Alessandri
Felice Alessandri (¿Roma?, 24 de noviembre de 1747 – Casinalbo di Formigine, (Módena), 15 de agosto de 1798) fue un compositor y afamado clavecinista italiano que desarrolló su obra en la segunda mitad del siglo XVIII, perteneciendo por lo tanto al periodo clásico de la historia de la música.

## Biografía

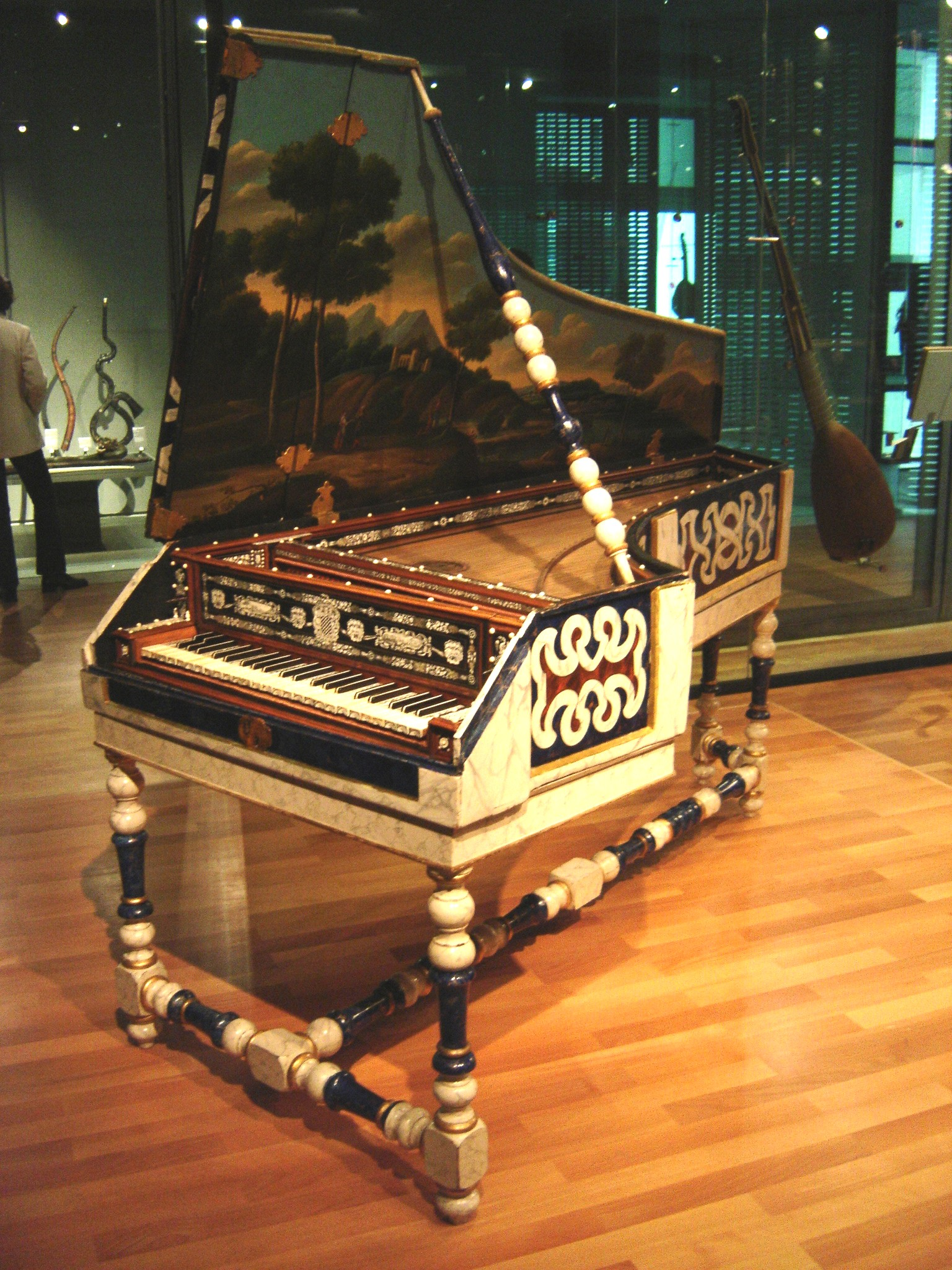
Clavicémbalo.

Tras haber estudiado música en Nápoles, en 1765 hizo su presentación en Roma con el oratorio Tobia; a continuación marchó a Turín donde prestó servicio como maestro de capilla y clavecinista. Más tarde alcanzó notable éxito en París dirigiendo varias sesiones de Los Conciertos Espirituales. En 1767 regresó a Italia donde presentó en Verona su primera ópera Ezio, y posteriormente en Venecia, Il matrimonio per concorso.
Se trasladó a Londres en compañía de su esposa Maria Lavinia Guadagni, hermana del castrato Antonio Guadagni, donde presentó alguna ópera bufa en el Teatro Haymarket y dirigió trabajos de otros colegas como Galuppi y Piccinni.
En 1768 hizo un viaje a Viena para la puesta en escena de su ópera L’argentino y en 1770 regresó a Londres donde se ganó la vida como clavecinista.
En 1773 realizó una gira por Europa, visitando Génova, Dresde y Milán, donde presentó durante la temporada de carnaval la ópera Il Medonte, re d’Epiro en el Teatro Regio Ducal. En Turín permaneció desde el otoño de 1774 a abril del año siguiente. Posteriormente se trasladó a París, a casa del compositor y tenor francés Joseph Legros, dirigiendo de nuevo algunos Conciertos Espirituales y componiendo obras para Concert des Amateurs.
En 1778 abandonó la capital francesa para dirigirse de nuevo a Milán, donde presentó la ópera Calliroe y el ballet Venere in Cipro, en esta ocasión ambas obras representadas en el Teatro alla Scala por aquel entonces recién inaugurado.
En los años siguientes Alessandri fue un prolífico compositor de óperas que presentó en los principales teatros italianos. Durante este periodo trabajó intensamente en Padua, ciudad en la que fue director del Teatro Nuevo, escribiendo la cantata Le virtù rivali dedicada al podestà de la ciudad Alvise Mocenigo.
En 1786 marchó a San Petersburgo para intentar prestar servicio en la Corte Imperial Rusa pero, al no encontrar más que puestos de segundo orden, decidió establecerse en Berlín donde fue nombrado maestro de capilla de la Corte Prusiana. Sin embargo su estancia en la capital de Prusia no fue totalmente satisfactoria, pues tuvo frecuentes desavenencias con sus colegas, especialmente con Johann Friedrich Reichardt, e incluso con el propio monarca Federico II. En Berlín cosechó sonoros fracasos, especialmente con las óperas Dario y Vasco da Gama. Todo lo anterior hizo que en 1792 regresara a Italia.
En 1793 estrenó las óperas Virginia en Venecia y Zemira y Armaida en Padua. El 16 de febrero de 1796 fue admitido como miembro de número de la Academia Filarmónica de Modena.
Su última ópera I sposi burlati se estrenó póstumamente en el Teatro Comunale de Mantua el 26 de diciembre de 1798.

## Consideraciones musicales
La mayoría de sus obras reflejan los modelos convencionales que utilizaban el resto de sus contemporáneos. Las obras a partir de los años 90 comienzan a verse influenciadas por la evolución general de la ópera: declive del reinado absoluto de la voz, aumento de los coros, escenas complejas y bien construidas e incluso utilización de la pantomima. 

## Obras

### Óperas
- Anexo: Óperas de Felice Alessandri

### Música instrumental
- 6 sinfonías
- 6 tríos para 2 violines y bajo continuo
- 1 ballet
- 1 oratorio